# 新北市立安康高級中學

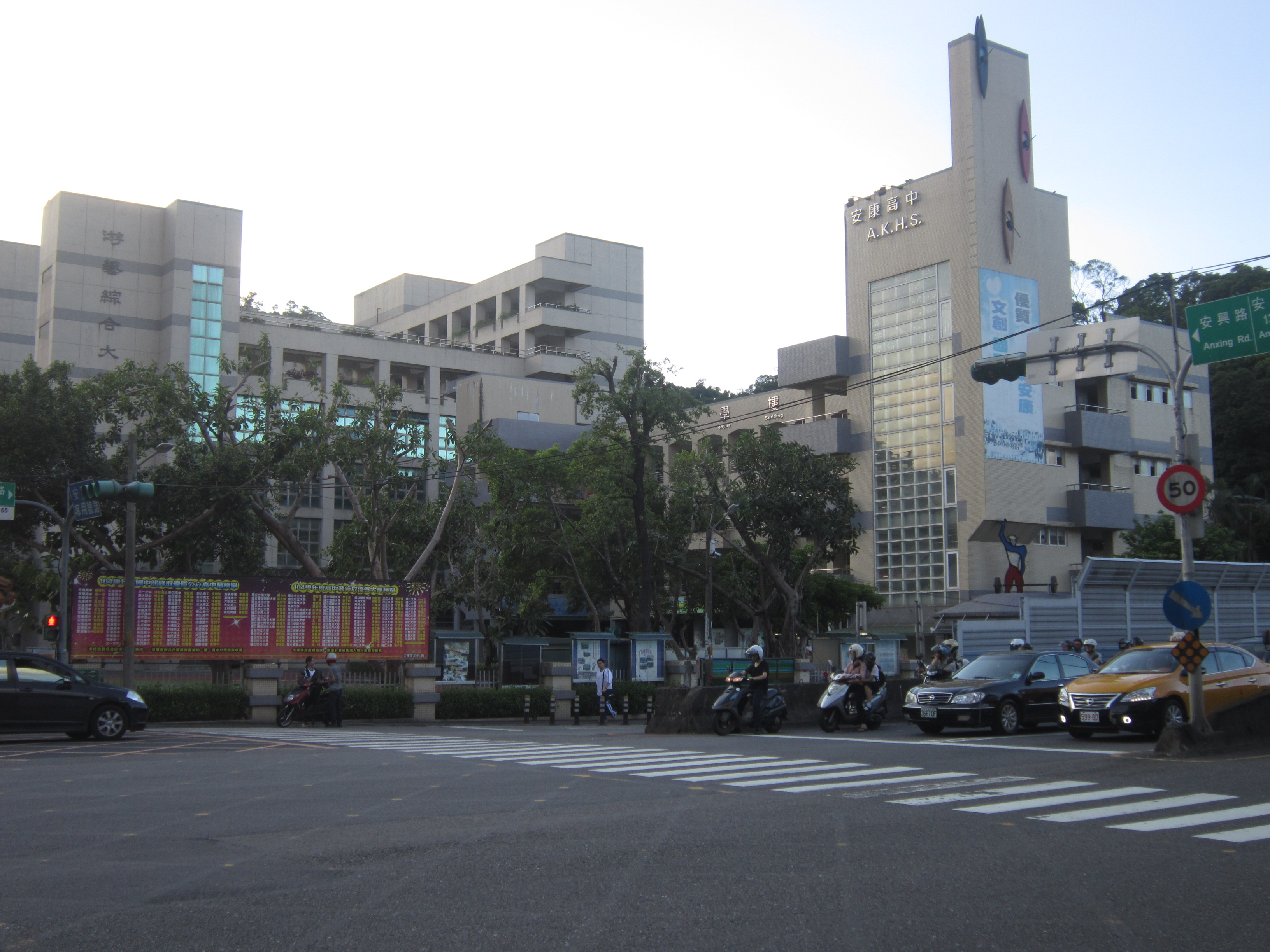

 新北市立安康高級中學（英語：New Taipei Municipal An Kang High School，縮寫：AKHS），簡稱安康高中，成立於1980年，初代校名為臺北縣立安康國民中學，是位於臺灣新北市新店區一所市立完全中學。鄰近新北捷運安坑輕軌安康站。

## 歷史
- 1978年1月臺北縣政府成立「臺北縣立文山國民中學光華分部」。
- 1980年7月，獨立設校，改制為「臺北縣立安康國民中學」。
- 1996年8月，設立附設國民中學補習學校。
- 1998年8月，增設高中部，升格完全中學，改制為「臺北縣立安康中學」。
- 1999年8月，成立幼稚園。
- 2000年10月，改名為「臺北縣立安康高級中學」。
- 2001年8月，高中部成立體育班，主要項目有角力、舉重、空手道、輕艇。
- 2003年8月，高中進修學校成立。
- 2010年12月，配合臺北縣升格新北市，改隸為「新北市立安康高級中學」。
- 2017年8月，國中部成立體育班，主要項目為籃球。

## 歷任校長
| 任期 | 姓名       | 任職日期   | 離職日期   | 備註                                                               |
| ---- | ---------- | ---------- | ---------- | ------------------------------------------------------------------ |
| 1    | 何維孝先生 | 1980年8月  | 1988年2月  |                                                                    |
| 2    | 陳志武先生 | 1988年2月  | 1988年10月 |                                                                    |
| 3    | 何良泉先生 | 1988年10月 | 1992年8月  |                                                                    |
| 4    | 郭楚新先生 | 1992年8月  | 1994年8月  |                                                                    |
| 5    | 李懿道女士 | 1994年8月  | 2002年8月  |                                                                    |
| 6    | 林國泰先生 | 2002年8月  | 2009年7月  | 原臺北縣立鶯歌高級工商職業學校校長轉任，調任臺北縣立金山高級中學。 |
| 7    | 鍾雲英女士 | 2009年8月  | 2013年7月  | 原臺北縣立金山高級中學校長轉任，調任新北市立清水高級中學。         |
| 8    | 黃文煜先生 | 2013年8月  | 2015年7月  | 原新北市立清水高級中學校長轉任，任內退休。                         |
| 9    | 謝金城先生 | 2015年8月  | 2022年7月  | 原新北市立新莊國民中學校長轉任，調任新北市立新莊高級中學。         |
| 10   | 謝順榮先生 | 2022年8月  | 現任       | 原新北市立新北特殊教育學校校長轉任。                               |

## 校園現況

### 班級數
- 高中部：每年級普通班9班，體育班1班，特教班1班，共33班。
- 國中部：配合達觀國民中小學招生學區移撥，預估3年減去國中20班，105學年度有22班。

### 入學管道
- 高中部：免試入學、申請入學、甄選入學及登記分發等；103學年度配合「12年國民基本教育」政策，預計採行75%免試入學、25%特色招生入學。
- 國中部：依學區劃分。

### 高中部編班方式
- 高一1-9班為普通班，依會考成績S型分發；10班為體育班、11班為特教班。
- 高二依照高一選組情形分為社會組(1-4班)與自然組(5-9班)；10班為體育班、11班為特教班。
- 高三社會組維持第一類組(1-4班)，自然組分為第二類組(5-7班)與第三類組(8-9班)；10班為體育班、11班為特教班。

## 籃球隊
新北市立安康高級中學籃球體育隊於2017年9月14日創立，由該校國中部學生組成，主場館位於該校游藝綜合大樓。

## 外部連結
- 新北市立安康高級中學 （页面存档备份，存于）
- 新北市立安康高級中學粉絲專頁
- 新北市立安康高級中學（國中部）籃球隊粉絲團 （页面存档备份，存于）